# Saison 1996-1997 des Bulls de Chicago
La saison NBA 1996-1997 des Bulls de Chicago est la 31e saison de basket-ball de la franchise américaine de la National Basketball Association (généralement désignée par le sigle NBA).
Les Bulls sont entrés dans la saison en tant que champions en titre de la NBA, après avoir battu les SuperSonics de Seattle en Finales NBA 1996 en six matchs, remportant leur 4e titre NBA. Pendant l’intersaison, les Bulls ont signé l’agent libre, Robert Parish, qui a remporté plusieurs titres avec les Celtics de Boston dans les années 1980. Les Bulls sont menés par Michael Jordan, Scottie Pippen et Dennis Rodman, les deux premiers étant sélectionnés pour le NBA All-Star Game 1997. D’autres joueurs notables dans l"effectif sont à noter, comme le Croate Toni Kukoč et Steve Kerr.
Les Bulls ont connu un excellent début de saison en remportant leurs douze premiers matchs, tout en affichant un bilan de 42-6 avant la pause du All-Star Week-End. Au cours du dernier mois de la saison régulière, l’équipe a signé l’agent libre Brian Williams, qui a joué les neuf derniers matchs.
Lors des playoffs, les Bulls balayent les Bullets de Washington au premier tour. En demi-finale, ils ont battu les Hawks d'Atlanta en cinq matchs, malgré avoir perdu le second match au United Center, 103-95. En finale de la conférence Est, ils ont battu le Heat de Miami en cinq matchs pour se qualifier pour les Finales NBA 1997, où ils ont battu le Jazz de l'Utah en six matchs pour glaner leur 5e titre en sept ans.

## Draft
| Tour | Choix | Joueur        | Poste | Nationalité | Provenance |
| ---- | ----- | ------------- | ----- | ----------- | ---------- |
| 1    | 29    | Travis Knight | C     | États-Unis  | UConn      |

## Classements de la saison régulière
| Conférence Est | Conférence Est         | Conférence Est | Conférence Est | Conférence Est |
| No             | Franchise              | Vic.           | Déf.           | PCT            |
| -------------- | ---------------------- | -------------- | -------------- | -------------- |
| 1              | Bulls de Chicago       | 69             | 13             | 84.1           |
| 2              | Heat de Miami          | 61             | 21             | 74.4           |
| 3              | Knicks de New York     | 57             | 25             | 69.5           |
| 4              | Hawks d'Atlanta        | 56             | 26             | 68.3           |
| 5              | Pistons de Détroit     | 54             | 28             | 65.9           |
| 6              | Hornets de Charlotte   | 54             | 28             | 65.9           |
| 7              | Magic d'Orlando        | 45             | 37             | 54.9           |
| 8              | Bullets de Washington  | 44             | 38             | 53.7           |
|                |                        |                |                |                |
| 9              | Cavaliers de Cleveland | 42             | 40             | 51.2           |
| 10             | Pacers de l'Indiana    | 39             | 43             | 47.6           |
| 11             | Bucks de Milwaukee     | 33             | 49             | 40.2           |
| 12             | Raptors de Toronto     | 30             | 52             | 36.6           |
| 13             | Nets du New Jersey     | 26             | 56             | 31.7           |
| 14             | 76ers de Philadelphie  | 22             | 60             | 26.8           |
| 15             | Celtics de Boston      | 15             | 67             | 18.3           |

| Division Centrale      | V  | D  | PCT  | GB |
| ---------------------- | -- | -- | ---- | -- |
| Bulls de Chicago       | 69 | 13 | 84.1 | -  |
| Hawks d'Atlanta        | 56 | 26 | 68.3 | 13 |
| Pistons de Détroit     | 54 | 28 | 65.9 | 15 |
| Hornets de Charlotte   | 54 | 28 | 65.9 | 15 |
| Cavaliers de Cleveland | 42 | 40 | 51.2 | 27 |
| Pacers de l'Indiana    | 39 | 43 | 47.6 | 30 |
| Bucks de Milwaukee     | 33 | 49 | 40.2 | 36 |
| Raptors de Toronto     | 30 | 52 | 36.6 | 39 |

## Effectif
| Poste             | Numéro | Joueur          |
| ----------------- | ------ | --------------- |
| Meneur            | 0      | Randy Brown     |
| Ailier            | 30     | Jud Buechler    |
| Ailier Fort       | 35     | Jason Caffey    |
| Pivot             | 53     | James Edwards   |
| Ailier fort-Pivot | 54     | Jack Haley      |
| Arrière-Meneur    | 9      | Ron Harper      |
| Arrière           | 23     | Michael Jordan  |
| Arrière           | 25     | Steve Kerr      |
| Ailier            | 7      | Toni Kukoč      |
| Pivot             | 13     | Luc Longley     |
| Ailier            | 33     | Scottie Pippen  |
| Ailier fort       | 91     | Dennis Rodman   |
| Pivot             | 22     | John Salley     |
| Ailier fort       | 22     | Dickey Simpkins |
| Pivot             | 34     | Bill Wennington |

## Playoffs

### Premier tour
(1) Bulls de Chicago vs. (8) Bullets de Washington : Chicago remporte la série 3-0
- Game 1 @ United Center, Chicago (25 avril) : Chicago 98-86 Washington
- Game 2 @ United Center, Chicago (27 avril) : Chicago 109-104 Washington
- Game 3 @ US Airways Arena, Landover (30 avril) : Chicago 109-100 Washington

### Demi-finale de conférence
(1) Bulls de Chicago vs. (4) Hawks d'Atlanta : Chicago remporte la série 4-1
- Game 1 @ United Center, Chicago (6 mai) : Chicago 100-97 Atlanta
- Game 2 @ United Center, Chicago (8 mai) : Atlanta 103-95 Chicago
- Game 3 @ The Omni, Atlanta (10 mai) : Chicago 100-80 Atlanta
- Game 4 @ The Omni, Atlanta (11 mai) : Chicago 89-80 Atlanta
- Game 5 @ United Center, Chicago (13 mai) : Chicago 107-92 Atlanta

### Finale de conférence
(1) Bulls de Chicago vs. (2) Heat de Miami : Chicago remporte la série 4-1
- Game 1 @ United Center, Chicago (20 mai) : Chicago 84-77 Miami
- Game 2 @ United Center, Chicago (22 mai) : Chicago 75-68 Miami
- Game 3 @ Miami Arena, Miami (24 mai) : Chicago 98-74 Miami
- Game 4 @ Miami Arena, Miami (26 mai) : Miami 87-80 Chicago
- Game 5 @ United Center, Chicago (28 mai) : Chicago 100-87 Miami

### Finales NBA
(E1) Bulls de Chicago vs. (O1) Jazz de l'Utah : Chicago remporte la série 4-2
- Game 1 @ United Center, Chicago (1er juin) : Chicago 84-82 Utah
- Game 2 @ United Center, Chicago (4 juin) : Chicago 97-85 Utah
- Game 3 @ Delta Center, Salt Lake City (6 juin) : Utah 104-93 Chicago
- Game 4 @ Delta Center, Salt Lake City (8 juin) : Utah 77-73 Chicago
- Game 5 @ United Center, Chicago (11 juin) : Chicago 90-88 Utah
- Game 6 @ Delta Center, Salt Lake City (13 juin) : Chicago 90-86 Utah

## Statistiques

### Saison régulière
| Joueur          | MJ | MC | MPG  | FG%  | 3P%  | FT%  | RPG  | APG | SPG  | BPG  | PPG  |
| --------------- | -- | -- | ---- | ---- | ---- | ---- | ---- | --- | ---- | ---- | ---- |
| Randy Brown     | 72 | 3  | 14.7 | .420 | .182 | .679 | 1.5  | 1.8 | 1.12 | .24  | 4.7  |
| Jud Buechler    | 76 | 0  | 9.2  | .367 | .333 | .357 | 1.7  | .8  | .30  | .28  | 1.8  |
| Jason Caffey    | 75 | 19 | 18.7 | .532 | .000 | .659 | 4.0  | 1.2 | .33  | .12  | 7.3  |
| Bison Dele      | 9  | 0  | 15.3 | .413 | .000 | .733 | 3.7  | 1.3 | .33  | .56  | 7.0  |
| Ron Harper      | 76 | 74 | 22.9 | .436 | .362 | .707 | 2.5  | 2.5 | 1.13 | .50  | 6.3  |
| Michael Jordan  | 82 | 82 | 37.9 | .486 | .374 | .833 | 5.9  | 4.3 | 1.71 | .54  | 29.6 |
| Steve Kerr      | 82 | 0  | 22.7 | .533 | .464 | .806 | 1.6  | 2.1 | .82  | .04  | 8.1  |
| Toni Kukoč      | 57 | 15 | 28.2 | .471 | .331 | .770 | 4.6  | 4.5 | 1.05 | .51  | 13.2 |
| Luc Longley     | 59 | 59 | 24.9 | .456 | .000 | .792 | 5.6  | 2.4 | .39  | 1.12 | 9.1  |
| Robert Parish   | 43 | 3  | 9.4  | .490 | .000 | .677 | 2.1  | .5  | .14  | .44  | 3.7  |
| Scottie Pippen  | 82 | 82 | 37.7 | .474 | .368 | .701 | 6.5  | 5.7 | 1.88 | .55  | 20.2 |
| Dennis Rodman   | 55 | 54 | 35.4 | .448 | .263 | .568 | 16.1 | 3.1 | .58  | .35  | 5.7  |
| Dickey Simpkins | 48 | 0  | 8.2  | .333 | .250 | .700 | 1.9  | .6  | .10  | .10  | 1.9  |
| Matt Steigenga  | 2  | 0  | 6.0  | .250 | .000 | .500 | 1.5  | 1.0 | .50  | .50  | 1.5  |
| Bill Wennington | 61 | 19 | 12.8 | .498 | .000 | .830 | 2.1  | .7  | .16  | .18  | 4.6  |

### Playoffs
| Joueur         | MJ | MC | MPG  | FG%  | 3P%  | FT%  | RPG | APG | SPG  | BPG  | PPG  |
| -------------- | -- | -- | ---- | ---- | ---- | ---- | --- | --- | ---- | ---- | ---- |
| Randy Brown    | 17 |    | 5.8  | .300 | .000 | .600 | .6  | .4  | .47  | .12  | 1.2  |
| Jud Buechler   | 18 |    | 7.7  | .419 | .333 | .600 | 1.3 | .3  | .17  | .06  | 1.8  |
| Jason Caffey   | 17 |    | 9.8  | .455 | .000 | .786 | 2.5 | .9  | .18  | .18  | 2.4  |
| Bison Dele     | 19 |    | 17.7 | .481 | .000 | .516 | 3.7 | .6  | 1.00 | .42  | 6.1  |
| Ron Harper     | 19 |    | 27.1 | .400 | .344 | .750 | 4.3 | 3.0 | 1.26 | .74  | 7.5  |
| Michael Jordan | 19 |    | 42.3 | .456 | .194 | .831 | 7.9 | 4.8 | 1.58 | .89  | 31.1 |
| Steve Kerr     | 19 |    | 17.9 | .429 | .381 | .929 | .9  | 1.1 | .89  | .11  | 5.0  |
| Toni Kukoč     | 19 |    | 22.3 | .360 | .358 | .707 | 2.8 | 2.8 | .68  | .21  | 7.9  |
| Luc Longley    | 19 |    | 22.7 | .548 | .000 | .385 | 4.4 | 1.8 | .37  | .84  | 6.5  |
| Robert Parish  | 2  |    | 9.0  | .143 | .000 | .000 | 2.0 | .0  | .00  | 1.50 | 1.0  |
| Scottie Pippen | 19 |    | 39.6 | .417 | .345 | .791 | 6.8 | 3.8 | 1.47 | .95  | 19.2 |
| Dennis Rodman  | 19 |    | 28.2 | .370 | .250 | .577 | 8.4 | 1.4 | .53  | .21  | 4.2  |

## Récompenses
- Michael Jordan, MVP des Finales
- Michael Jordan, All-NBA First Team
- Michael Jordan, NBA All-Defensive First Team
- Michael Jordan, meilleur marqueur de la saison (29,6 points par match)